# Lithocarpus dodonaeifolius
Lithocarpus dodonaeifolius е вид растение от семейство Букови (Fagaceae). Видът е застрашен от изчезване.

## Разпространение
Разпространен е в Тайван.